# Stanisław Kasperek
Stanisław Kasperek (ur. 17 maja 1936 w Niemcach k. Lublina, zm. 30 czerwca 2011) – polski pilot, instruktor i arcymistrz akrobacji samolotowej, wielokrotny mistrz Polski, członek lotniczego klanu Kasperków, wieloletni kierownik Aeroklubu Świdnik.

## Życiorys
Stanisław Kasperek urodził się 17 maja 1936 roku w Niemcach koło Lublina. Już od młodości interesował się lotnictwem, zdobywając uprawnienia pilota szybowcowego w 1951 roku. Szkolenie samolotowe rozpoczął w 1953 roku. Po ukończeniu Technikum Mechanicznego został technikiem mechanikiem w Wytwórnia Sprzętu Komunikacyjnego PZL-Świdnik. W 1954 roku ukończył z wyróżnieniem kurs instruktorów samolotowych w Centrum Wyszkolenia Lotniczego we Wrocławiu.
W latach 60. objął stanowisko Szefa Wyszkolenia, a następnie przez 18 lat kierował Aeroklubem Robotniczym w Świdniku. Po odejściu z aeroklubu pracował jako pilot i instruktor śmigłowcowy w Zakładzie Usług Śmigłowcowych, uczestnicząc w licznych akcjach agrolotniczych i przeciwpożarowych w Europie i Afryce. Na emeryturę przeszedł w 1998 roku.
Zmarł nagle 30 czerwca 2011 roku podczas zawodów im. Janusza Kasperka w Świdniku, gdzie pełnił funkcję przewodniczącego jury.

## Kariera sportowa
Stanisław Kasperek był sześciokrotnym mistrzem Polski w akrobacji samolotowej, zdobywając tytuły w latach 1959, 1961, 1962, 1963, 1964 i 1965. Zdobywał również tytuły wicemistrza Polski oraz uczestniczył w mistrzostwach świata, zajmując m.in. 13 miejsce w 1961 roku.
Jego doświadczenie lotnicze obejmowało około 5 tysięcy godzin na samolotach oraz 8,5 tysiąca godzin na śmigłowcach. Był pionierem i propagatorem akrobacji lotniczej w Polsce, a także instruktorem wielu pokoleń pilotów.

## Lotniczy klan Kasperków
Stanisław Kasperek był członkiem znanego lotniczego klanu Kasperków, do którego należeli także jego brat Ryszard Kasperek oraz bratankowie, w tym Janusz Kasperek – czternastokrotny mistrz Polski i trzykrotny mistrz świata w akrobacji samolotowej.

## Upamiętnienie
Po śmierci Stanisława Kasperka środowisko lotnicze w Świdniku i Polsce oddało mu hołd jako wybitnemu pilotowi, instruktorowi i propagatorowi sportów lotniczych.